# Coris monspeliensis
Coris monspeliensis es la única especie del género monotípico Coris de arbustos pertenecientes a la familia de las primuláceas. Es originaria del Sur de Europa y el Norte de África.

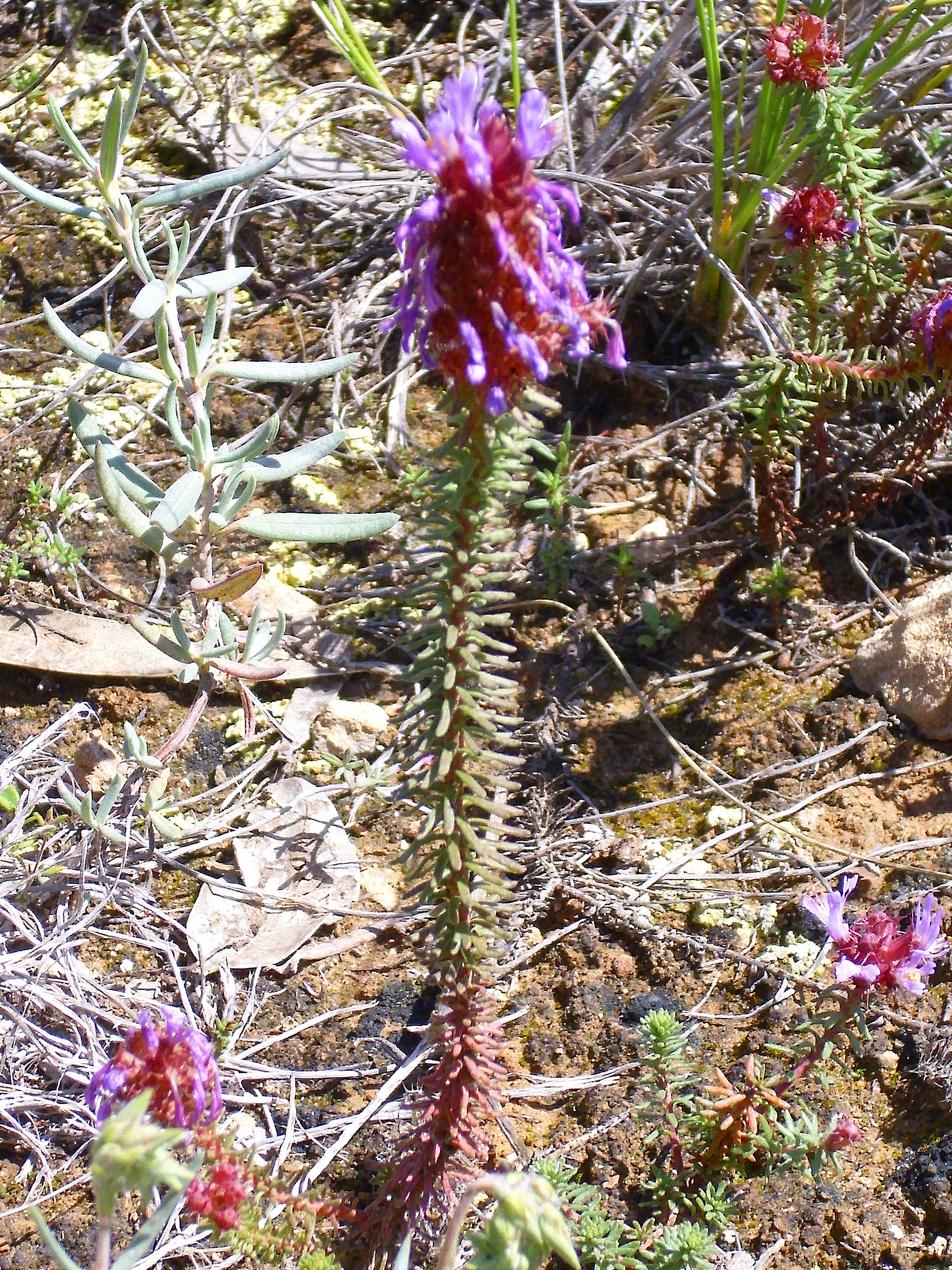
Inflorescencia

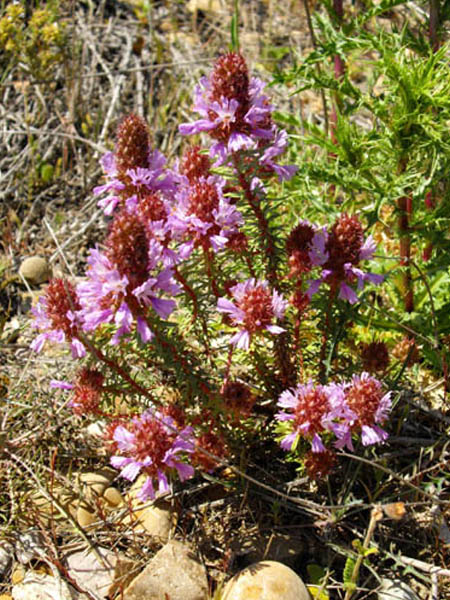
Vista de la planta en flor

## Descripción
Es una planta erecta, rara vez de porte almohadillado. Tallo principal de 10-25(40) cm. Hojas (2)4-9(20) � 0,4-1,2  mm, erecto-patentes o reflejas, lineares patuladas, enteras o crenuladas, las superiores generalmente dentado-espinescentes,a veces con manchas circulares, regulares, ± abundantes en el margen,de color negruzco. Inflorescencia 1-4(10) � de 1 cm. Cáliz 4-6 mm; dientesexternos 6-10(14), de 2-4 mm. Corola 9-16 mm, de color rosa intenso a morado. Fruto 1-2,5 mm de diámetro, ± esferoidal, a veces glanduloso.
Coris monspeliensis es una planta melífera. Las flores tienen un color violeta muy vistoso que atrae las abejas de la miel. Florecen desde abril hasta el verano.  El fruto es una cápsula globosa de 0,5 a 2 mm que contiene 4-6 semillas papilosas.

## Hábitat
Esta planta prolifera sobre terrenos calcáreos, yesosos, pedregosos y otros suelos pobres. Crece en las sierras litorales y los baldíos en donde hay monte y matorral bajo.

## Usos
Coris monspeliensis se ha empleado en la medicina casera tradicional para curar heridas y fracturas, pues se afirma que tiene la propiedad de soldar los huesos. También se utilizó contra la diarrea, la neumonía y la sífilis. Contiene Vicens-2 un Di-C-glucoflavon.   La raíz tiene un sabor intensamente amargo que provoca náusea y antiguamente se traba servir como vomitivo. Coris monspeliensis ha sido identificada por algunos como el "Alum " de la Naturalis Historia de Plinio. El limbo de la planta se usaba para la construcción de herramientas.

## Taxonomía
Coris monspeliensis fue descrita por Carlos Linneo y publicado en Species Plantarum 1: 177. 1753.
Citología
Número de cromosomas de Coris monspeliensis (Fam. Primulaceae) y táxones infraespecíficos:  2n=18. 2n=56
Subespecies
- Coris monspeliensis subsp. hispanica (Lange) Masclans
- Coris monspeliensis subsp. maroccana (Murb.) Greuter & Burdet
- Coris monspeliensis subsp. somaliensis Govaerts
- Coris monspeliensis subsp. syrtica (Murb.) Masclans

Sinonimia
- Alus mediterranea Bubani
- Coris monspeliensis var. denticulata (Lindb.) Masclans
- Coris monspeliensis var. ebusitana Masclans
- Coris monspeliensis var. fontqueri Masclans
- Coris monspeliensis subsp. fontqueri Masclans
- Coris purpurea St.-Lag.[7]

## Nombre comunes
- Castellano: consuelda de peñas, consuelda petrosa, coris, cura real, curalotodo, herba pincel, hierba de las úlceras, hierba de los chinches, hierba pincel , hierba soldadora, iva, iva dulce, periquillo, pincel, pinillo real, sínfito pétreo, soldadora, sínfito pétreo, tomillo real, yerba pincel, yerba soldadora.[8]